# Martha Cooper
Martha Cooper, född 9 mars 1943 Baltimore, Maryland, är en amerikansk fotojournalist. Hon arbetade som fotograf för New York Post under 1970-talet. Hon är mest känd för att dokumentera graffiti och hiphop-kulturen på 1970- och 1980-talen i New York.
1984 publicerade Cooper och Henry Chalfant sina fotografier av New Yorks graffiti i boken Subway Art, som har kallats graffitibibeln. Boken hade 2009 sålt en halv miljon exemplar.

## Biografi

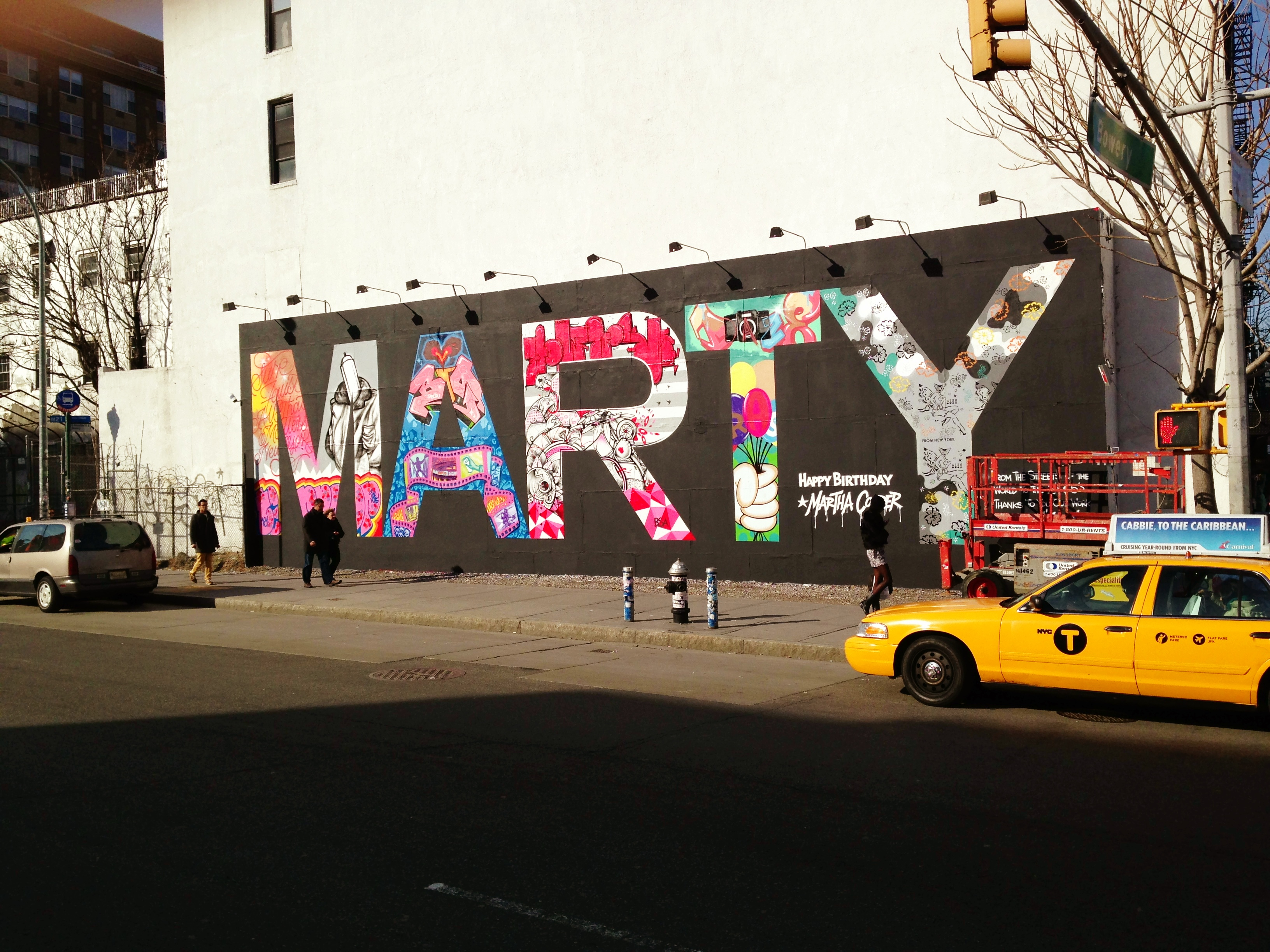
Flera graffitikonstnärer målade denna hyllning till Cooper på Houston Street för hennes 70-årsdag i mars 2013

Cooper lärde sig fotografera vid tre års ålder. Hon tog examen från gymnasiet vid 16 års ålder, avlade en konstexamen vid 19 års ålder från Grinnell College. Hon undervisade i engelska som Peace Corps volontär i Thailand, färdades med motorcykel från Bangkok till London och fick ett antropologi-diplom från University of Oxford. Hennes första erfarenhet av konstnärlig fotografering började när Cooper var i Japan och tog bilder av avancerade tatueringar.
Hon var fotografpraktikant på National Geographic på 1960-talet och arbetade som personalfotograf på New York Post på 1970-talet. Hennes fotografier har publicerats i National Geographic, Smithsonian magazine och Natural History magazine tidskrifter samt flera dussin böcker och tidskrifter.
Hennes mest kända arbete, av New Yorks graffiti-scenen på 1970- och 1980-talen, inleddes när hon arbetade på New York Post. När hon återvände hem från redaktionen började hon ta fotografier av barn i hennes stadsdel i New York. En dag träffade hon ett barn vid namn Edwin Serrano (He3) som hjälpte till att visa henne för en del av graffitin runt hennes grannskap.
Serrano hjälpte till att förklara för henne att graffiti är en konstform och att varje konstnär faktiskt skrev sitt smeknamn. Han presenterade henne för graffitins "kung", DONDI, (Donald Joseph White, 7 april 1961 – 2 oktober 1998). Dondi var den första som lät henne följa med honom – medan han taggade skulle hon ta bilder av hans verk. Efter mötet med Dondi blev Cooper fascinerad av den underjordiska subkultur som dessa graffitikonstnärer hade skapat i New York. År 1984 satte hon och Henry Chalfant ihop en bok med fotografier som illustrerar graffiti-subkulturen som heter Subway Art. Den blev känd som Bibeln för street art.
På 1980-talet arbetade Cooper en kort period i Belize med att fotografera människor och arkeologiska lämningar av Mayakulturen på platser som Nohmul och Cuello.

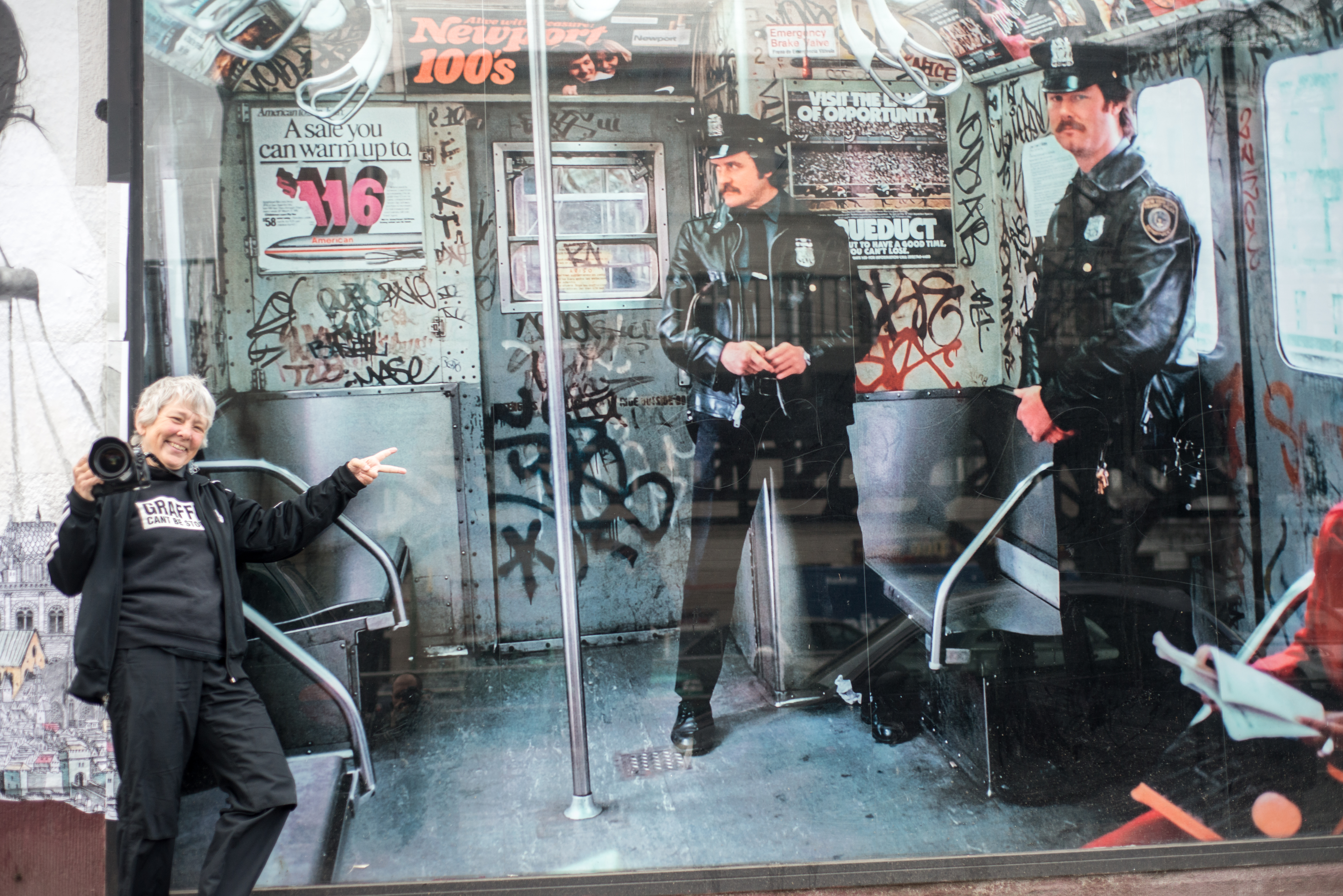
Cooper framför en stor version av hennes fotografi "Two Cops Patrolling Subway, Bronx, NY, 1981", i Berlin 2014.

Cooper bor på Manhattan, men från 2006 till 2016 arbetade hon med ett fotografiprojekt i Sowebo, en stadsdel i sydvästra Baltimore.
2019 var hon föremål för en dokumentärfilm Martha: A Picture Story och året därpå kom den spanska dokumentären Martha Cooper: att föreviga gatukonst.

## Publikationer
- Subway Art. Av Cooper och Henry Chalfant. Thames & Hudson, London, 1984; Henry Holt, New York, 1984. ISBN 0-03-071963-1
- R.I.P.: New York Spraycan Memorials. Thames & Hudson, 1994. ISBN 0-500-27776-1
- Hip Hop Files: Photographs 1979-1984. From Here to Fame, 2004. ISBN 3-937946-05-5
- Street Play. From Here to Fame, 2005. ISBN 3-937946-16-0
- We B*Girlz. text av Nika Kramer, PowerHouse, 2005. ISBN 1-57687-269-6
- Tag Town. Dokument Press, 2007. ISBN 978-9185639052
- New York State of Mind. PowerHouse, 2007. ISBN 1-57687-408-7
- Going Postal. Mark Batty, 2009. ISBN 0-9799666-5-5
- Namntaggning. Mark Batty, 2010. ISBN 0-9819600-6-5
- Tokyo Tattoo 1970. Dokument, 2012. ISBN 978-9185639274
- Vykort från New York City. Dokument, 2012. ISBN 978-9185639557
- En vecka med 1UP. Publikat GmbH, 2021. ISBN 9783939566519
- Spray Nation: 1980s NYC Graffiti Photos. Prestel, 2022. ISBN 9783791388748